# Столяров, Олег Анатольевич
Олег Анатольевич Столяров (род. 16 сентября 1955) — российский политический и общественный деятель. Депутат Государственной Думы четвёртого созыва (2003—2007).

## Биография
Родился и вырос на Урале, там же закончил среднюю школу и химико-технологический техникум. В Москву приехал только после армии. 
В 1981 г. окончил Московский государственный университет им. М. В. Ломоносова. 
После окончания университета Олега Столярова пригласили работать во внешнюю разведку, где в  1984 году окончил Краснознаменный институт КГБ СССР им. Ю. В. Андропова.
Генеральный директор фонда «Регионы России» до избрания депутатом Государственной Думы.
Депутатом Государственной Думы РФ был избран по Эвенкийскому одномандатному избирательному округу № 224 Эвенкийского АО 7 декабря 2003 года.
Депутат Государственной Думы Федерального Собрания РФ четвёртого созыва с декабря 2003 г., член фракции «Единая Россия», член Комитета по проблемам Севера и Дальнего Востока.

### Семья
- Жена — Анна Столярова.
- Дети — сын Андрей, дочь Елена.